# Porcellionides variabilis
Porcellionides variabilis là một loài chân đều trong họ Porcellionidae. Loài này được Jackson miêu tả khoa học năm 1926.